# Comuna Zaharivka, Novoukraiinka
Zaharivka (în ucraineană Захарівка) este o comună în raionul Novoukraiinka, regiunea Kirovohrad, Ucraina, formată din satele Daleke și Zaharivka (reședința).

## Demografie
Componența lingvistică a comunei Zaharivka
     Ucraineană (94,61%)
     Română (2,8%)
     Rusă (2,18%)
     Alte limbi (0,31%)
Conform recensământului din 2001, majoritatea populației comunei Zaharivka era vorbitoare de ucraineană (94,61%), existând în minoritate și vorbitori de română (2,8%) și rusă (2,18%).